# Rio Maroccone
Il Rio Maroccone è un rigagnolo poco più lungo di 3 chilometri delle Colline livornesi. Dagli anni ottanta è stato stabilito che il corso d'acqua faccia da confine nord-occidentale alla riserva naturale "Calafuria". Presenta un regime altamente torrentizio (anche per la totale mancanza di sorgenti), che fa sì che d'estate secchi completamente.

## Percorso
Il Maroccone nasce a Castellaccio, una frazione della città di Livorno. Vicino vi è il famoso borgo di Montenero (anche se, veramente, l'omonimo monte si troverebbe proprio a Castellaccio). Da un'altezza di 300 m s.l.m. il Rio Maroccone scende con una pendenza elevata, che si ridurrà solamente cento metri prima della foce. Gli affluenti sono cortissimi o addirittura non sono presenti, e questo spiegherebbe ancor più il regime torrentizio.
Il Rio Maroccone sfocia infine presso l'omonima località Maroccone, vicinissimo al Castello del Boccale.